# Stazione di Albate-Camerlata
Stazione di Albate-Camerlata vasútállomás Olaszországban, Lombardia régióban, mely Como két külvárosát, Albate és Camerlata városrészeket szolgálja ki.

## Vasútvonalak
Az állomást az alábbi vasútvonalak érintik:
- Chiasso–Milánó-vasútvonal
- Como–Lecco-vasútvonal

## Kapcsolódó állomások
A vasútállomáshoz az alábbi állomások vannak a legközelebb:
- Como Camerlata railway halt (Chiasso–Milánó-vasútvonal, Como–Lecco-vasútvonal)
- Stazione di Cucciago (Chiasso–Milánó-vasútvonal)
- Stazione di Albate-Trecallo (Como–Lecco-vasútvonal)